# Wolmar Anton von Schlippenbach
Wolmar Anton von Schlippenbach (* um 1650 in Livland; † Dezember 1739 in Moskau) war ein schwedischer Offizier deutschbaltischer Herkunft und von 1704 bis 1706 Generalgouverneur von Schwedisch-Estland.

## Leben
Er entstammte dem Adelsgeschlecht Schlippenbach. Die genauen Lebensdaten sind schwierig zu ermitteln, da z. B. als Geburtsjahr auch das Jahr 1653 und als Sterbejahr 1721 angegeben wird.
Wolmar Anton von Schlippenbach diente von 1676 bis 1679 als Kapitän der schwedischen Armee im Schonischen Krieg unter Karl XI. Danach fungierte er als Major in Schwedisch-Pommern. 1688 stieg er zum Oberstleutnant im Regiment des Gouverneurs von Riga, Eric Soop, auf. 1693 wurde er in das Leibregiment des jungen Kronprinzen Karl XII. in Stockholm versetzt.

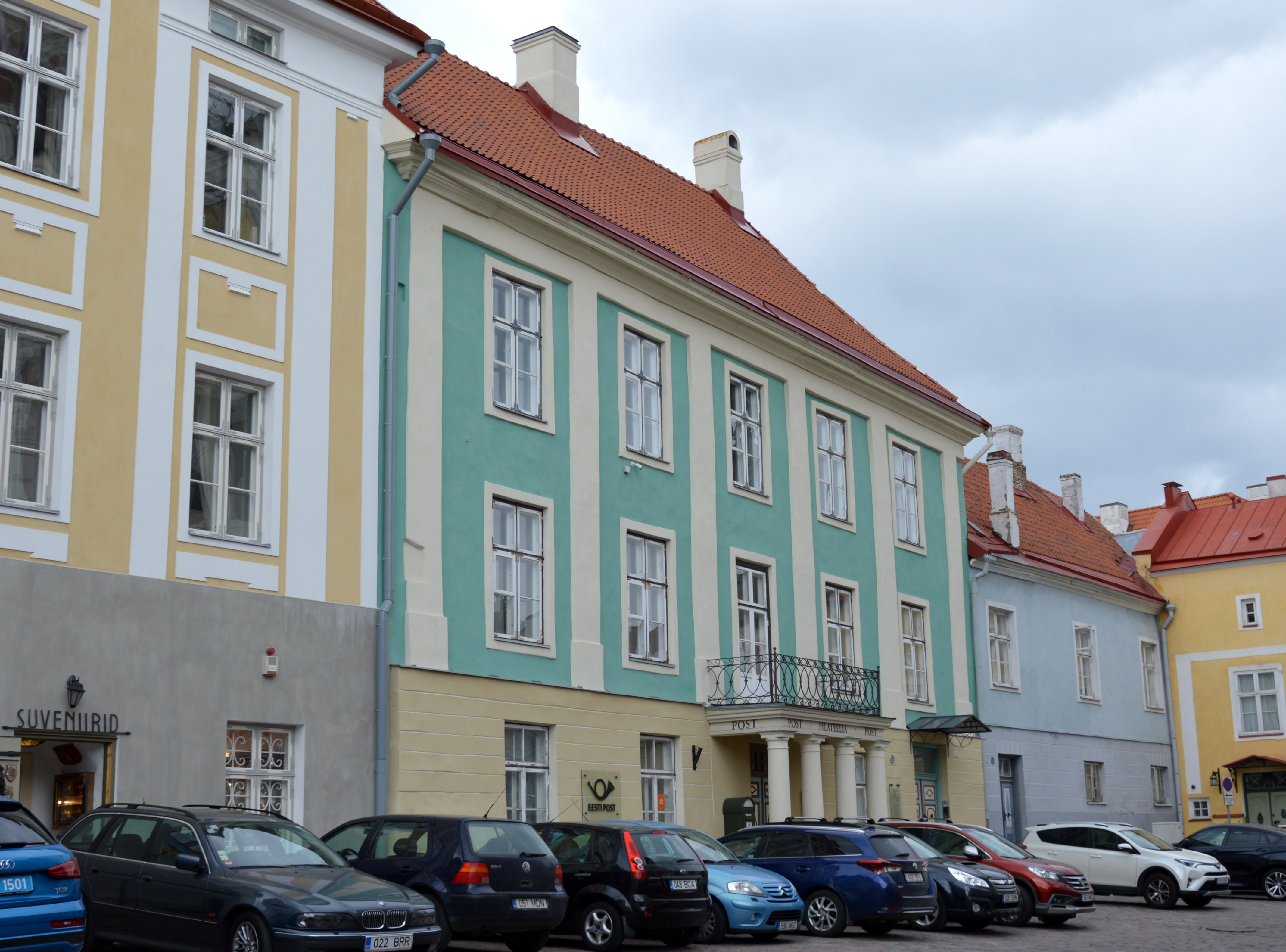
Schlippenbach-Haus in Reval

Als der Große Nordische Krieg begann, führte von Schlippenbach als Oberst ein von ihm teilweise selbst bezahltes Dragonerregiment in Livland mit dem Auftrag die livländische Grenze zu verteidigen. 1701 wurde er zum Generalmajor befördert. 1704 wurde Schlippenbach zum Generalgouverneur in Reval ernannt. In Reval gehörte ihm bis 1721 das Schlippenbach-Haus.
Als Lewenhaupt 1708 nach Russland marschierte, folgte ihm Schlippenbach als Oberst seines Dragonerregiments. Er kämpfte an dessen Seite in der Schlacht bei Lesnaja. In der Schlacht bei Poltawa führte er die schwedische Kavallerie und wurde nach der Niederlage der Schweden gefangen genommen. In den folgenden sechs Jahren Kriegsgefangenschaft stand er loyal zu Schweden, trat 1715 aber in russische Dienste ein. Er starb in Moskau.